# Cojoba
Genre

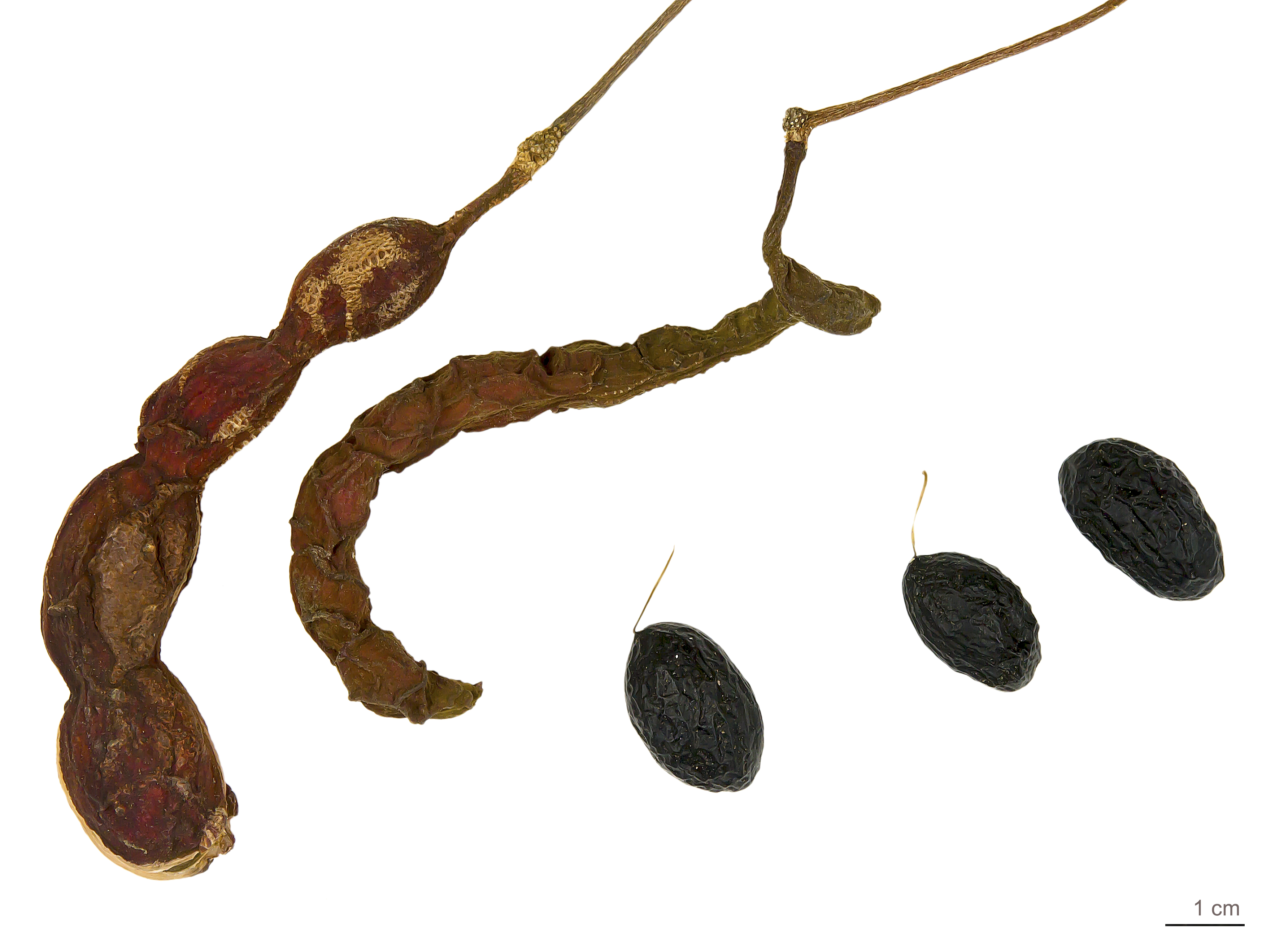
Cojoba arborea au Muséum de Toulouse.

Cojoba est un genre de plantes à fleurs dicotylédones de la famille des Fabaceae, sous-famille des Mimosoideae, originaire d'Amérique, qui compte 16 espèces acceptées.

## Liste d'espèces
Selon The Plant List (5 octobre 2018) :
- Cojoba arborea (L.) Britton & Rose
- Cojoba bahorucensis R.G.Garcia
- Cojoba beckii Barneby & J.W.Grimes
- Cojoba catenata (Donn.Sm.) Britton & Rose
- Cojoba chazutensis (Standl.) L.Rico
- Cojoba costaricensis Britton & Rose
- Cojoba escuintlensis (Lundell) L.Rico
- Cojoba filipes (Vent.) Barneby & J.W.Grimes
- Cojoba graciliflora (S.F.Blake) Britton & Rose
- Cojoba haematoloba L.Rico
- Cojoba longipendula (Forero & A.H. Gentry) Forero & C. Romero
- Cojoba mariaelenae L.Rico
- Cojoba matudae (Lundell) L. Rico
- Cojoba recordii Britton & Rose
- Cojoba rufescens (Benth.) Britton & Rose
- Cojoba sophorocarpa (Benth. & Hook.f.) Britton & Ro
- Cojoba tenella Britton & Rose
- Cojoba urbanii (A. H. Liogier) R.G. García & Peguero
- Cojoba valerioi Britton & Rose
- Cojoba zanonii (Barneby) Barneby & J.W.Grimes